# هوش سرپایان

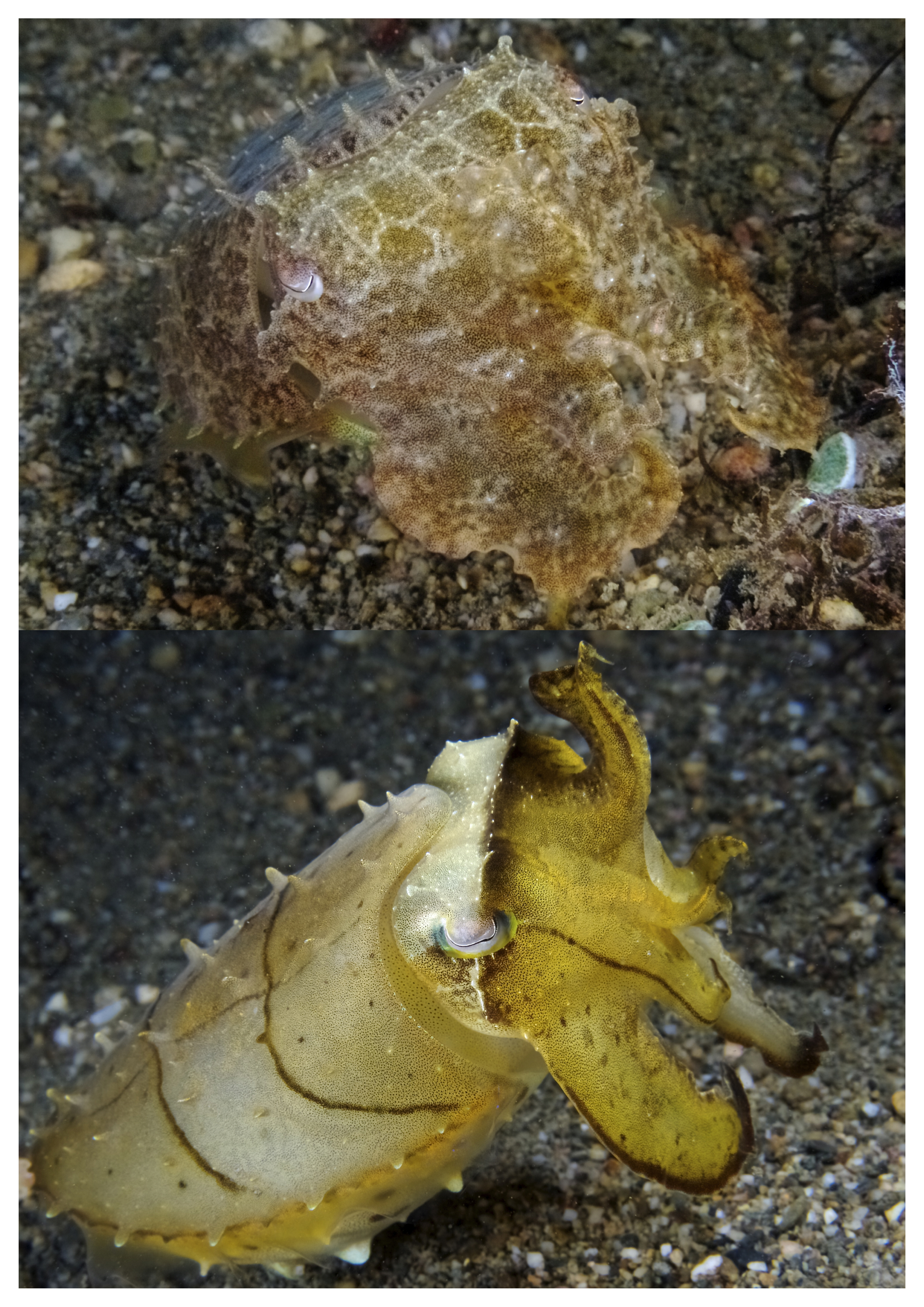
تغییر رنگ در ماهی ده‌پا این تصاویر از همان ماهی تنها با فاصله چند ثانیه گرفته شده‌است.

هوش سرپایان یا هوش سفالوپودها (انگلیسی: Cephalopod intelligence) معیاری برای سنجش توانایی شناختی رده سرپایان (رده (زیست‌شناسی) نرم‌تنان است. هشت‌پا، ماهی مرکب و ده‌پا بالاترین نسبت توده مغز به بدن را در بین تمام بی‌مهرگان دارند.
هوش به‌طور کلی به عنوان فرایند کسب، ذخیره، بازیابی، ترکیب، مقایسه و بازمتن‌سازی اطلاعات و مهارت‌های مفهومی تعریف می‌شود. اگرچه اندازه‌گیری این معیارها در حیوانات غیرانسانی دشوار است، سرپایان باهوش‌ترین بی‌مهرگان به‌شمار می‌آیند. مطالعه هوش سفالوپود نیز جنبه قیاسی مهمی در درک وسیع‌تر شناخت هوش‌سنجی جانوران دارد زیرا متکی بر سیستم عصبی است که اساساً متفاوت از مهره‌داران است.

## سرپایان
سرپایان دارای دو زیررده است. نخست زیررده‌ای از سرپایان به نام نیام‌داران که شامل راسته‌های سپیداج (ده‌پا)، ماهی مرکب و هشت‌پا می‌شود و همگی از نرم‌تنان هستند. آنها باهوش‌ترین بی‌مهرگان و نمونه‌ای مهم از پیشرفته‌ترین بی‌مهرگان‌ها هستند. زیرردهٔ دیگر سرپایان ملوانک‌واران است که اعضای آن برخلاف نیام‌داران دارای یک پوسته بیرونی سفت و سخت برای محافظت هستند. هوش ملوانک (ناتیلوس) نیز موضوعی است که در میان جانورشناسان مورد توجهٔ فزاینده‌ای قرار دارد.

| ملوانک‌واران   | ملوانک                                                                                                  |
|               | ملوانک                                                                                                  |
|               | \| نیام‌داران \| ماهی مرکب \| \| \| ماهی مرکب \| \| سپیداج (ده‌پا) \| \| \| \| \| \| هشت‌پا \| \| \| \| \| |
|               | |
| نیام‌داران     | ماهی مرکب                                                                                               |
|               | ماهی مرکب                                                                                               |
| سپیداج (ده‌پا) | A strange blood-red octopus, its arms joined by a web                                                   |
|               | A strange blood-red octopus, its arms joined by a web                                                   |
| هشت‌پا         | A brown octopus with wriggly arms                                                                       |
|               | A brown octopus with wriggly arms                                                                       |

| نیام‌داران     | ماهی مرکب                                             |
|               | ماهی مرکب                                             |
| سپیداج (ده‌پا) | A strange blood-red octopus, its arms joined by a web |
|               | A strange blood-red octopus, its arms joined by a web |
| هشت‌پا         | A brown octopus with wriggly arms                     |
|               | A brown octopus with wriggly arms                     |

## هوش
دامنه هوش سفالوپود و قابلیت یادگیری در جامعه بیولوژیکی بحث‌برانگیز است که به دلیل پیچیدگی ذاتی تعیین کمیت هوش غیر مهره‌داران پیچیده‌است. با وجود این، وجود ظرفیت یادگیری فضایی چشمگیر حافظه فضایی)، توانایی‌های ناوبری و تکنیک‌های شکار کردن در سفالوپودها به‌طور گسترده شناخته شده‌است.
سفالوپودها با هوش فرازمینی مقایسه شده‌اند.

## ساختار مغز

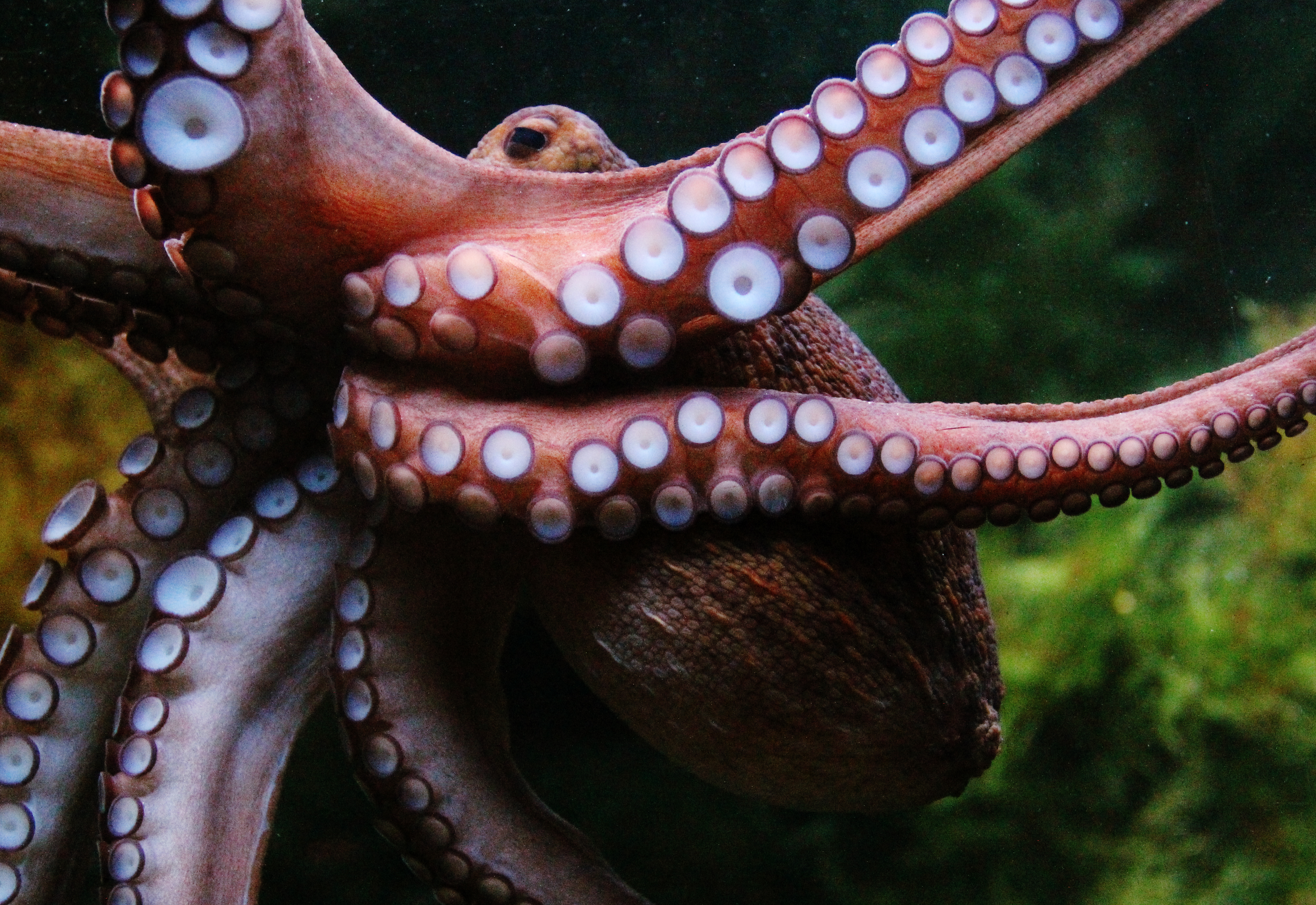
دو سوم نورون‌های هشت‌پا در تارهای عصبی شاخک‌های آن قرار دارند. اینها قادر به اعمال رفلکس یا واکنش غیرارادی پیچیده بدون ورودی از مغز هستند.

سفالوپودها مغز بزرگ و به خوبی توسعه یافته دارند،و نسبت وزنی مغز و بدن آنها در بین بی مهرگان بزرگ‌ترین است که بین مهره‌داران خون‌گرم و خون‌سرد قرار می‌گیرد.
سرپایان پیچیده‌ترین دستگاه عصبی را در بین بی‌مهرگان دارند. الیاف غول آسای عصب محیطی سرپایان گوشته (نرم‌تنان) سال‌ها به‌طور گسترده به عنوان ماده آزمایشی در فیزیولوژی عصبی استفاده می‌شود. قطر زیاد آنها (به دلیل نداشتن میلین) مطالعه آنها را در مقایسه با سایر حیوانات نسبتاً آسان می‌کند.
ساختار مغز سرپایان به طرز چشمگیری با ساختار مغز پستانداران متفاوت است. سازمان مغز پستانداران و سرپایان در پانصد و پنجاه میلیون سال اخیر فرگشت از آخرین باری که جد مشترک داشتند، به‌طور چشمگیری از هم جدا شده‌است. در حالی که یک هشت‌پا تقریباً به اندازه یک گربه یا سگ (حدود نیم میلیارد) سلول مغزی (نرون) دارد، به جای اینکه تمام سلول‌های عصبی آن در سر باشد، بیش از نیمی از سلول‌های مغزی هشت‌پا در هشت بازوی آن توزیع شده‌است. آنها از مغز بزرگ و پراکنده خود برای کمک به استتار بدن، استفاده از ابزار، فرار از شکارچیان، شکار و گرفتن طعمه، حل مشکلات پیچیده و همچنین داشتن حس سرگرمی و لذت بردن از آنها استفاده می‌کنند.
این یک واقعیت شناخته شده‌است که اختاپوس‌ها هشت بازو دارند و هر بازو حاوی «مغز کوچک» خود است. علاوه بر این، در حالی که هر بازو می‌تواند به‌طور مستقل عمل کند - قادر به چشیدن، لمس و حرکت بدون جهت است - مغز متمرکز نیز قادر به اعمال کنترل از بالا به پایین است.
اعتقاد بر این است که اختاپوس باهوش‌ترین موجود در بین تمام بی‌مهرگان است. محققان فکر می‌کنند که هوش اختاپوس برای کمک به شکار و فرار از شکارچیان، فرگشت یافته‌است. دانشمندان از اندازه مغز یک حیوان نسبت به بدنش به عنوان یک راهنمای تقریبی برای هوش آن استفاده می‌کنند، زیرا نشان می‌دهد که یک حیوان چقدر روی مغز خود «سرمایه‌گذاری» می‌کند. این یک معیار کامل نیست، زیرا عوامل دیگری مانند درجه چین خوردگی در مغز نیز نقش دارند، اما حیوانات باهوش تر نسبت مغز به بدن بالاتری دارند. نسبت مغز به بدن یک هشت‌پا در بین بی‌مهرگان بزرگ‌ترین است. همچنین از بسیاری از مهره‌داران بزرگتر است، اگرچه هشت‌پاها پستاندار نیستند.
هشت‌پاها تقریباً به اندازه یک سگ نرون دارند - هشت‌پای معمولی حدود ۵۰۰ میلیون (حدود نیم میلیارد) نرون دارد. حدود دو سوم نرون‌ها در بازوهای آن قرار دارد. بقیه در مغز دوناتی شکلی است که دور مری پیچیده شده و در سر اختاپوس قرار دارد.

### استفاده از ابزار
استفاده از ابزار در قلمرو حیوانات نسبتاً نادر است و شاخص خوبی برای توانایی یادگیری است. در میان بی‌مهرگان، تنها اختاپوس‌ها و چند حشره از ابزار استفاده می‌کنند. متقاعدکننده‌ترین نمونه استفاده از ابزار توسط اختاپوس‌ها در سال ۲۰۰۹ بود، زمانی که چند هشت‌پای نارگیل‌دوست مشاهده شدند که پوسته‌های نارگیل دور ریخته شده را در اندونزی جمع‌آوری می‌کردند. پس از کندن پوسته‌ها، اختاپوس‌ها آنها را با فواره‌های آب تمیز کردند. سپس آنها را به مکان جدیدی بردند و از آن به عنوان یک سرپناه استفاده کردند. در فیلم ضبط شده یک اختاپوس با استفاده از دو پوسته نارگیل به عنوان یک زره موقت، پوسته‌ها را به دور خود نگه داشته و مانند یک توپ در امتداد کف دریا در حال غلتیدن است، یک پژوهشگر هشت‌پا توضیح می‌دهد: «در هنگام آزمایش و بررسی نشان مشخص شده‌است که هشت‌پا برای دریافت پاداش غذا در آزمایشگاه، از ابزار استفاده می‌کند. همچنین در اختاپوس‌های وحشی نشان داده شده‌است که لانه‌های کوچکی می‌سازند و از سنگ‌ها برای ایجاد نوعی سپر برای محافظت از ورودی استفاده می‌کنند.»

### بازی کردن
اختاپوس‌ها بازی می‌کنند و بازی کاری است که حیوانات باهوش انجام می‌دهند.

### مشکل نگهداری اختاپوس‌ها در آکواریوم
یک داستان معروف از آکواریوم برایتون در انگلستان ۱۰۰ سال پیش وجود دارد که یک اختاپوس در آنجا شب هنگام که کسی تماشا نمی‌کرد از مخزن خود خارج می‌شد، به مخزن آکواریوم همسایه می‌رفت و ماهی‌ها را می‌خورد و دوباره به مخزن خود بازمی‌گشت. صبح روز بعد در مخزن خود نشسته بود. آکواریوم به این ترتیب قبل از اینکه بفهمند چه کسی مسئول است، چندین توده ماهی خود را از دست داد. یکی از محققان اولیه گفته‌است اگر دماسنج شناور را در مخزن اختاپوس بگذارید، فقط حدود پنج دقیقه دوام می‌آورد. اختاپوس‌ها به سادگی همه چیز را از هم جدا می‌کنند.

### توانایی تشخیص افراد
اختاپوس‌ها دارای لوب‌های بینایی بزرگ هستند، مناطقی از مغز که به بینایی اختصاص دارد. یک پژوهشگر هشت‌پا توضیح می‌دهد: به نظر می‌رسد اختاپوس‌ها می‌توانند افراد خارج از گونه خود، از جمله چهره انسان را تشخیص دهند. این رفتار منحصر به فرد نیست - برخی از پستانداران و کلاغ‌ها نیز می‌توانند آن را انجام دهند - اما نسبتاً غیرعادی است. در یک آزمایش در طول دو هفته، یک نفر به‌طور منظم به گروهی از اختاپوس‌ها غذا می‌داد، در حالی که فرد دیگری آنها را با یک برس لمس می‌کرد. در پایان آزمایش، اختاپوس‌ها رفتار متفاوتی نسبت به نگهبان «خوب» و نگهبان «متوسط» داشتند، که تأیید کرد اختاپوس‌ها می‌توانند این دو فرد را تشخیص دهند، علی‌رغم اینکه لباس‌های یکسانی به تن داشتند.

### استتار

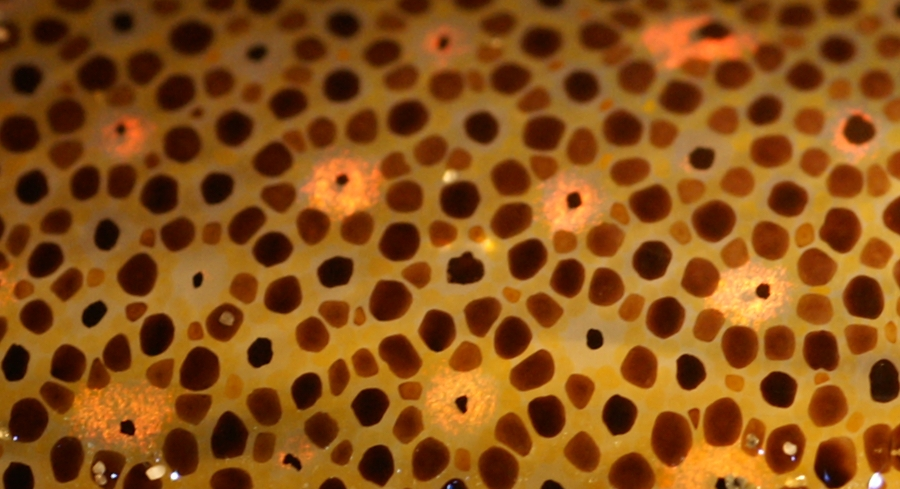
کروماتوفور در ماهی مرکب؛ تقریباً هر کاری که ماهی مرکب انجام می‌دهد جالب است، اما روشی که آنها می‌توانند الگوی رنگدانه خود را با توجه به زیرلایه تغییر دهند بسیار چشمگیر است. هنگامی که در یک پس زمینه روشن قرار می‌گیرد، ماهی مرکب تمایل دارد سلول‌های حاوی رنگدانه خود را منقبض کند تا رنگدانه در لکه‌های ریز و با فواصل زیاد متمرکز شود و به این ترتیب بدن به‌طور کلی روشن‌تر می‌شود. در یک پس‌زمینه تیره، سلول‌های رنگدانه منبسط می‌شوند، رنگدانه را در یک منطقه بزرگ‌تر پخش می‌کنند و بدن را تیره‌تر می‌کنند.

در پوست سرپایان سه لایه سلول استتار مختلف به نام‌های کروماتوفور، ایریدوفور (بازتاب کننده‌های رنگین‌کمانی) و لوکوفور (پراکنده‌های کروی‌شکل) وجود دارد. بیرونی‌ترین لایه کروماتوفورها هستند که حاوی رنگدانه‌های رنگی (زرد، نارنجی، قرمز، قهوه ای و سیاه) هستند. سرپایان می‌توانند برای هماهنگی با محیط می‌تواند رنگ و الگوی کلی پوست را به سرعت تغییر دهد تا ازخود محافظت یا با یکدیگر ارتباط برقرار کنند. کروماتوفورها با دیگر سلول‌های تخصصی تغییر رنگ در لایه بعدی پوست (ایریدوفورهای بازتابنده) کار می‌کنند که می‌توانند نمایشگرهای رنگین‌کمانی ایجاد کنند. در نهایت، در زیر لایه ایریدوفور، لکوفورها قرار دارند که روشنایی کلی روی بدنشان را کنترل می‌کنند. همه این سلول‌ها با هم ترکیب می‌شوند تا استتار شگفت‌انگیزی ایجاد کنند و همچنین برای سیگنال‌دهی و ارتباط بصری استفاده می‌شوند. هشت‌پا می‌تواند در یک چشم به هم زدن تغییر رنگ دهد. نه تنها هشت‌پاها می‌توانند رنگ پوست را تغییر دهند، بلکه سلول‌های خاصی به نام «پاپیلا» نیز دارند. گروه خاصی از سلول‌های «استتار» در پوست هشت‌پا که با یک مکانیسم هیدرواستاتیک منحصر به فرد تحت کنترل عصبی کار می‌کنند و به این حیوانات کمک می‌کند تا شکل بدن خود را تغییر دهند تا با بافت ۳ بعدی اطراف خود مطابقت داشته باشد، بنابراین آنها کاملاً بر روی پوست آنها با هم ترکیب می‌شوند، که به آنها اجازه می‌دهد تا سطح بدن خود را برای مطابقت با بافت پس زمینه سه بعدی صخره‌های مرجانی سنگی یا جلبک دریایی تغییر دهند.
هشت‌پاها و ده‌پاها باهوش هستند و می‌توانند بفهمند که کدام لباس مبدل به احتمال زیاد یک شکارچی بالقوه را فریب می‌دهد. دانشمندان به این نتیجه رسیده‌اند که توانایی استتار یک ده‌پا صرفاً خودکار و انعکاسی نیست، بلکه می‌تواند با تصمیم‌گیری نیز شکل بگیرد. ده‌پا بر اساس وجود تهدیدها و آنچه در طول زمان آموخته‌اند، دربارهٔ زمان استتار تصمیم می‌گیرند. به عنوان مثال، می‌توان به ده‌پا آموزش داد که استتار خود را برای یک پاداش غذایی که قبلاً با او تمرین شده و به او آموخته شده کنار بگذارد.
اگر یک ده‌پا با شکاری روبرو شود که برای یافتن طعمه خود به دید خود متکی است، ممکن است از کروماتوفورهای خود برای نشان دادن «لکه‌های چشم‌مانند» غول پیکر روی بدن خود استفاده کند. این تغییر شکل می‌تواند شکارچی را فریب دهد و فکر کند که یک ده‌پای بسیار بزرگ است، که موجب ترسیدن شکارچی می‌شود. با این حال، اگر شکارچی از حسگرهای شیمیایی (مانند بویایی) برای یافتن طعمه‌اش استفاده کند، ده‌پا متوجه می‌شود که حتی بهترین استتار یا استتار بصری‌اش هم کمکی نمی‌کند و در عوض یا یخ می‌زند یا می‌گریزد. ده‌پا حتی نفس خود را حبس می‌کند (که فعالیت الکتریکی در بدن آنها را کاهش می‌دهد و شانس آنها را برای شناسایی توسط شکارچیانی که برای شکار به دریافت الکتریکی وابسته هستند کاهش می‌دهد).
یکی دیگر از ویژگی‌های قابل توجه پوست سرپایان انعطاف‌پذیری است که حیوانات می‌توانند سطوح بافت سه بعدی ایجاد کنند. مخصوصاً ده‌پا و هشت‌پا می‌توانند به‌طور انتخابی پوست خود را چین و چروک بدهند و تا کنند (هدف از این کار این است که در صورت نیاز در کنار اجسام ناهموار استتار کنند).
شاید نمونه چشمگیرترین نوع استتار، اختاپوس مقلد باشد. این اختاپوس که در سال ۱۹۹۸ در اندونزی کشف شد، مانند سایر اختاپوس‌ها از صخره‌های اطراف، صخره‌ها و جلبک‌های دریایی کپی نمی‌کند، بلکه خود را به‌عنوان حیوانات دیگری که شکارچیان تمایل دارند از آنها اجتناب کنند، نشان می‌دهد و جعل هویت می‌کند. با انحراف بدن، مرتب کردن بازوها و اصلاح رفتارش، ظاهراً می‌تواند به طیف گسترده‌ای از حیوانات سمی تبدیل شود. شیرماهی، کفی نواری و مارهای دریایی از جمله مواردی هستند که در آن خودنمایی می‌کند. اختاپوس مقلد همچنین می‌تواند از دیگر موجودات دریایی مانند مار دریایی درنده یا شقایق دریایی ماهی خوار تقلید کند. این به جلوگیری از شکارچیان کمک می‌کند و همچنین به اختاپوس اجازه می‌دهد تا با تقلید از موجودی کمتر خطرناک به طعمه خود نزدیک شود.
به‌دلیل توانایی ده‌پا در تغییر سریع رنگ پوست، گاهی به عنوان «آفتاب‌پرست دریا» نیز خوانده می‌شود – این تغییر رنگ می‌تواند در عرض یک ثانیه اتفاق بیفتد. تغییر رنگ و طرح (شامل قطبش (موج‌ها) امواج نور منعکس شده و تغییر شکل پوست برای برقراری ارتباط با سایر ماهی‌ها یا به عنوان یک رفتار وحشت‌آور برای هشدار دادن به شکارچیان احتمالی صورت بگیرد. تحت برخی شرایط، می‌توان این ماهی‌ها را طوری آموزش داد که در پاسخ به محرک‌ها رنگ خود را تغییر دهند، بنابراین نشان می‌دهد که تغییر رنگ آنها کاملاً ذاتی نیست.

### حواس‌پرت کردن شکارچی با جوهر

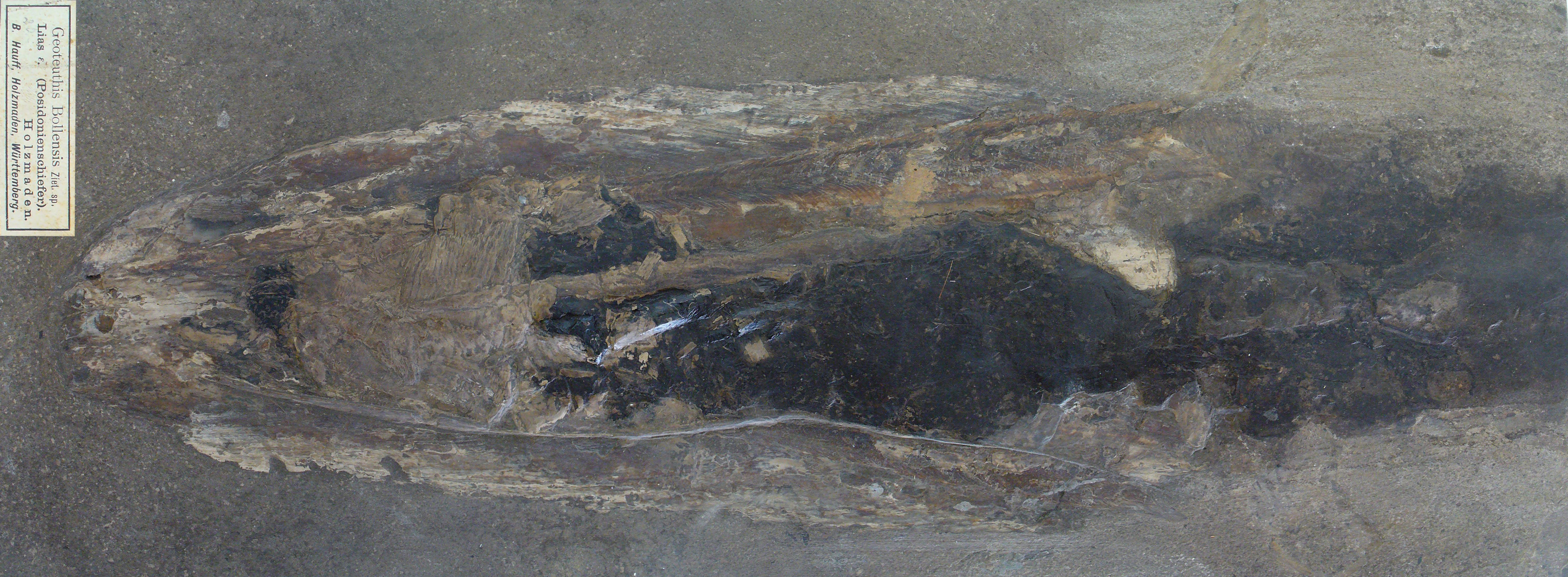
فسیل یک ماهی مرکب از دوره از ژوراسیک. کیسه جوهر هنوز پر از رنگدانهٔ سیاه است.

ماهی مرکب با بیرون انداختن ابری از جوهر سرپایان حواس شکارچیان مهاجم را پرت می‌کند و به خود فرصتی برای فرار می‌دهد. غده جوهر و کیسه جوهر مرتبط با آن به داخل راست روده نزدیک به مقعد تخلیه می‌شوند و اجازه می‌دهند که رنگی سیاه در آب به صورت انفجاری خارج شود. جوهر تبدیل به یک تعلیق از ذرات ملانین می‌شود و به سرعت پراکنده می‌شود و ابر تیره ای تشکیل می‌دهد که مانورهای فرار ماهی مرکب را از دید شکارگر پنهان می‌کند. ماهی‌های شکارگر همچنین ممکن است توسط ماهیت آلکالوئیدی ترشحات که ممکن است با حسگر شیمیایی آنها تداخل داشته باشد، از شکار منصرف شوند.